# Dương công dật dân gia bổ ngũ chương ca
Dương công dật dân gia bổ ngũ chương ca là một thư tịch Hán-Nôm cổ khuyết danh của Việt Nam. Sách xuất bản năm 1744, dưới đời vua Cảnh Hưng. Sách dạy tóm tắt phép xem tướng đất, hay còn gọi là môn địa lý phong thủy.